# Казанова д'Офреди (Кремона)
Казанова д'Офреди је насеље у Италији у округу Кремона, региону Ломбардија.
Према процени из 2011. у насељу је живело 93 становника. Насеље се налази на надморској висини од 31 м.